# Sauga jõgi
Sauga jõgi (Saugaån) är ett vattendrag i Estland. Det är 78 km långt. Sauga jõgi är nordvästligt (höger) biflöde till Pärnu. Sammanflödet med Pärnufloden är beläget i staden Pärnu, 1,3 km före flodens utflöde i Rigabukten. Källan är belägen vid byn Lokuta i landskapet Raplamaa. Den är namngiven efter småköpingen (estniska: alevik) Sauga som den passerar i närheten av.  